# ویلمی
ویلمی (به لاتین: Villemi) یک منطقهٔ مسکونی در استونی است که در دهستان کاینا واقع شده‌است.